# Maytenus corei
Maytenus corei är en benvedsväxtart som beskrevs av Lundell. Maytenus corei ingår i släktet Maytenus och familjen Celastraceae. Inga underarter finns listade.